# ديبي ماكورميك
ديبي ماكورميك (بالإنجليزية: Debbie McCormick)‏ هي لاعبة كرلنغ أمريكية، ولدت في 8 يناير 1974 في ساسكاتون في كندا.

## وصلات خارجية
- ديبي ماكورميك على موقع الاتحاد الدولي للكرلنغ (الإنجليزية)
- ديبي ماكورميك على موقع اللجنة الأولمبية الدولية (الإنجليزية)
- ديبي ماكورميك على موقع أوليمبيديا (الإنجليزية)
- ديبي ماكورميك على موقع اللجنة الأولمبية والبارالمبية الأمريكية (الإنجليزية)